# Opera buffa

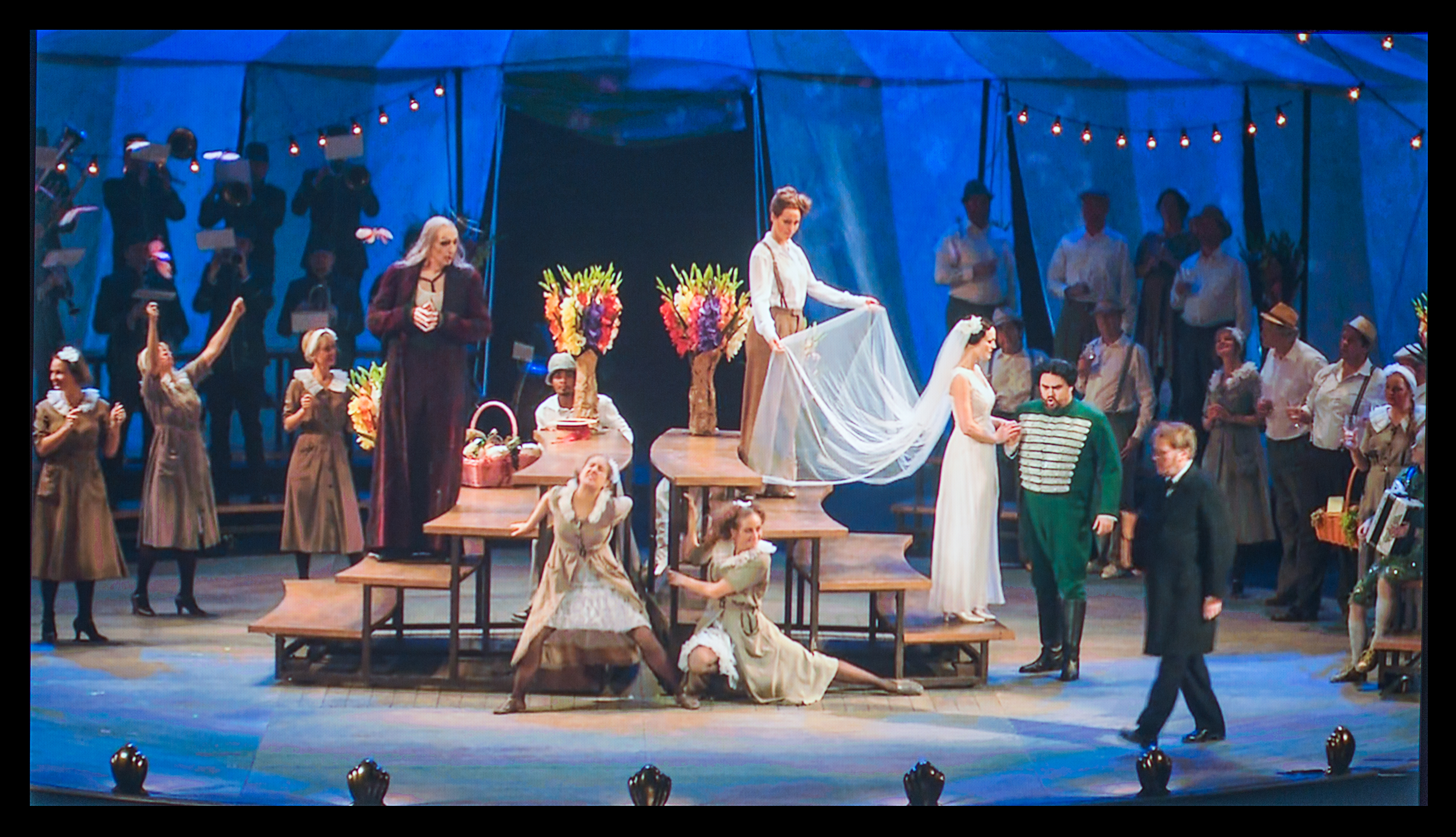
L'opéra en deux actes de Donizetti (1832) : L'elisir d'amore, décembre 2013, Magnus Lindman, opéra de Göteborg.

Ne doit pas être confondu avec Opéra bouffe.
L'opéra buffa est un genre d'opéra italien traitant d'un sujet comique.

## Historique
La serva padrona (1733) de Pergolèse déclencha, en 1752, la « querelle des Bouffons », dans laquelle s'opposèrent les partisans de la musique italienne et ceux de la musique française.
Opera buffa (prononcé [ɔːpera buffa]; italien pour « opéra comique ») est un genre de l'opéra. Il a été utilisé d'abord comme une description informelle des opéras comiques italiens diversement classés par leurs auteurs comme « commedia in musica », « commedia per musica », « dramma bernesco », « dramma comico », « divertimento giocoso ».
Surtout associée à l'évolution de Naples dans la première moitié du XVIIIe siècle, d'où sa popularité étendue à Rome et l'Italie du Nord, buffa a d'abord caractérisé par les paramètres de tous les jours, les dialectes locaux, et l'écriture vocale simples (le buffo basso est le type vocal associé), l'exigence principale étant la diction claire et facilité avec bagout.
The New Grove Dictionary of Opera considère La Cilla (musique de Michelangelo Faggioli, texte de Francesco Antonio Tullio, 1706) et Crispino e la comare (1850) de Luigi et Federico Ricci pour être les premières et dernières apparitions du genre, bien que le terme soit encore parfois appliqué aux travaux plus récents (pour exemple le Zeitoper Schwergewicht de Ernst Krenek). Les points forts de cette histoire sont les 80 ou alors libretti par Carlindo Grolo, Loran Glodici, Sogol Cardoni a et divers autres anagrammes approximatives de Carlo Goldoni, les trois collaborations Mozart/Da Ponte, et les comédies de Gioachino Rossini et Gaetano Donizetti.
En dehors de Pergolèse, les premiers grands compositeurs d'opéras bouffes étaient Alessandro Scarlatti (Il trionfo dell'onore, 1718), Nicola Logroscino (Il governatore, 1747) et Baldassare Galuppi (Il filosofo di campagna, 1754), tous basés à Naples ou à Venise. Le travail de ceux-ci a ensuite été repris et développé par Niccolò Piccinni (La Cecchina, 1760), Giovanni Paisiello (Nina, 1789) et Domenico Cimarosa (Il matrimonio segreto, 1792). Le genre a décliné après le milieu du XIXe siècle, malgré le Falstaff de Giuseppe Verdi mis en scène en 1893.
Le type de la comédie pourrait varier, et la gamme était grande : Le Barbier de Séville de Rossini en 1816, qui était purement comique, Les Noces de Figaro de Mozart en 1786 qui a ajouté le drame et le pathétique. Deux autres exemples d'opéra bouffe romantique seraient L'elisir d'amore (1832) et Don Pasquale (1843) de Donizetti.

## Caractéristiques
Contrairement à l'opéra-comique, qui tolère des dialogues parlés et dont le sujet peut être sérieux, l’opera buffa est à la base un opéra entièrement chanté, d'un caractère comique appuyé et d'un style animé. Stendhal considérait l'opera buffa comme «une folie organisée et complète».

## Œuvres
Les Noces de Figaro et Le Barbier de Séville, écrits par Beaumarchais et mis en musique par Mozart (1786) pour le premier, Paisiello (1782) et Rossini (1816) pour le second, figurent parmi les chefs-d'œuvre de l'opéra bouffe.